# Алексеј Афанасјев
Алексеј Фјодорович Афанасјев (рус. Алексе́й Фёдорович Афана́сьев; 30. новембар 1850 – 1920) био је руски сликар, графички уметник, карикатуриста и илустратор. Он је био асоциран са Передвижники.

## Биографија
Његови родитељи су радили као слуге у Царском двору, а такође је имао оригинално занимање као лакеј и ломач. 1872. године, почео је да врши ревизију часова у Империјалној академији уметности и био је прихваћен као студент годину касније. 1877. је добио сребрну медаљу за његове слике о природи. Од 1887. до 1905. је био професор у Империјалном друштву за подстицање уметности.
1905. је после смрти Константина Савицког именован да буде директор факултета уметности у Пензи, близу Москве. Дао је оставку (неки извори кажу да је отпуштен) четири година касније и наставио да буде професор у Империјалном друштву.
Од 1889. до 1918. године, он је учествовао у изложбама Передвижника. После 1912. је обезбедио илустрације за сатиристичких, хумористичких и књижевних периодичних публикација, укључујући Осколки. Он је такође урадео илустрације за Бајку о цару Салтану и Бајку о рибару и рибици од Пушкина, као и дела Толстоја; али његова најпознатија дела овог типа су, можда, она за Коњић Грбоњић од Јершова. Многе његове илустрације објављене су као разгледнице. Од 1894. до 1897. је са Васњецова и Нестерова учествовао у декорацији Цркве Спаситеља Крви.
Наводно је нестао током Руског грађанског рата.

## Изабране слике
- Петар Велики спашава изгубљене војнике
 близу Лахте (1914)
- Празник (1915)
- Презентација иконе (1916)